# Kelddal Mølle
Kelddal Mølle er en vandmølle, der får sit vand fra kilder ved et lille tilløb til Halkær Å, 13 km syd for Nibe. Den er nævnt første gang 1512 under Halkær Hovedgård. Denne tilhørte da Viborg bispestol, men gik ved reformationen 1536 over til kronen. Senere kom den og møllen i forskellige adelsfamiliers eje, og møllerne var indtil først i 1800-tallet fæstere.
Den nuværende mølle er opført som kornmølle i 1843, og var i drift indtil sidst i 1950'erne.

## Eksterne kilder og henvisninger
- Om møllen Arkiveret 16. december 2012 hos  Wayback Machine på Møllearkivet.dk
- Billeder af møllen Arkiveret 25. januar 2012 hos  Wayback Machine på danskmoellerforening.dk

|  | Denne artikel om lokaliteten Kelddal Mølle kan blive bedre, hvis der indsættes et (bedre) billede. Du kan hjælpe ved at afsøge Wikimedia Commons for et passende billede eller lægge et op på Wikimedia Commons med en af de tilladte licenser og indsætte det i artiklen. |

56°52′29.02″N 9°33′19.26″Ø / 56.8747278°N 9.5553500°Ø